# Pedro Villacampa y Maza de Lizana

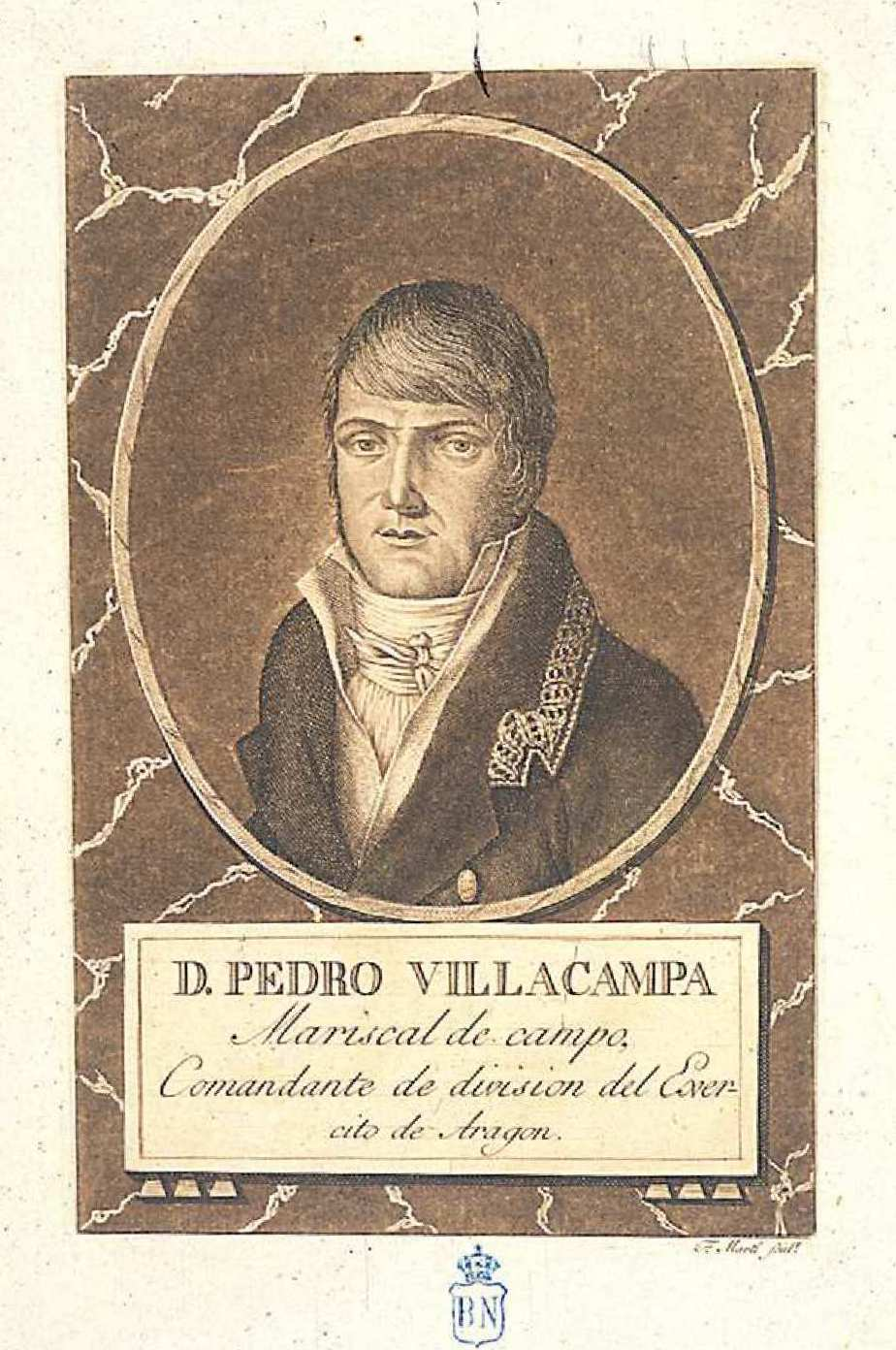
Retrato de Pedro Villacampa, mariscal de campo, comandante de división del ejército de Aragón. Grabado de Francisco de Paula Martí. Biblioteca Nacional de España.

Pedro Villacampa y Maza de Lizana (Laguarta, 10 de mayo de 1776-Madrid, 27 de diciembre de 1854) fue un caballero, militar y político español.

## Biografía
Nació en la localidad oscense de Laguarta, en la casa solariega de la familia Villacampa. Era hijo de Domingo Villacampa y Guillén y de Francisca Periel, pertenecientes a importantes linajes de infanzones aragoneses y, por tanto, de la nobleza. A su nacimiento se le puso el nombre de Pedro Villacampa Periel, modificado el segundo apellido más tarde por el de Maza de Lizana, linaje aragonés al que pertenecía por la rama paterna.
Su casa natal aún sigue en pie, configurando un magnífico ejemplo de casa solariega altoaragonesa, con importantes inscripciones y escudos en su fachada, que dan idea de la importancia de la casa y la familia en la época.
Desde siglos, su familia poseía gran tradición militar (por los Villacampa) y jurista (por los Guillén de Panticosa). Prueba de ello son la importancia de los cargos militares que también tuvieron sus hermanos como José Villacampa (coronel), Miguel Villacampa (teniente) y Francisco Villacampa (cadete). Además, su sobrino fue el importante militar Manuel Villacampa del Castillo, hijo de su hermano José Villacampa y Periel, primogénito y heredero de la casa.

## Carrera militar
Emprendió su carrera militar como voluntario el 1.º de octubre de 1793 en el segundo batallón de voluntarios de Aragón. Destacó en la guerra contra la república francesa y es nombrado subteniente en 1795. Es destinado a la persecución y captura de contrabandistas en el campo de Gibraltar. Lucha contra los portugueses durante la Guerra de las Naranjas en 1801 en el valle de Monterrey batalla de la que sale vencedor. En febrero de 1805 y tras la declaración de los ingleses de guerra contra España embarca en Denia con destino a Mallorca.
En la guerra contra los franceses de 1808 asiste a la sitiada Zaragoza, haciendo retroceder a los franceses hasta los campos de Alfaro.
Junto a los Tercios de Huesca participa en las acciones de Sangüesa, Villa de Sós, Aybar y batalla de Tudela donde se le concede el grado de teniente coronel el 20 de septiembre de 1808. Joaquín Blake le nombra vocal de la junta milita establecida en Tortosa ascendiéndolo a mariscal de campo en 1809. El 6 de julio de 1813 recupera Valencia, abandonada por los franceses. En 1814 es nombrado gobernador de Madrid y capitán general de Castilla la Nueva.
Pero la llegada a España del rey Fernando VII, fue para Villacampa origen de injusta persecución, siendo detenido hasta marzo de 1820 para ponerse al frente de la capitanía general de Barcelona. Pero la prisión a la que se le sometió le produjo una enfermedad en la vista, de la cual, no se recuperó nunca. Fernando VII quiso poner fin a su cautiverio a cambio de que se reconociese culpable de haber hablado públicamente sobre los privilegios del trono. El general no quiso reconocer esta  acusación y expuso al soberano con firmeza su propia inocencia. No es eso lo que yo quería dijo Fernando, siendo recluido en 1815 en el castillo de Montjuic durante ocho años.

### Revolución de 1820
El viernes 10 de marzo de 1820 se inicia un movimiento revolucionario en Barcelona que acaba destituyendo al general Castaños, capitán general de Cataluña, así como al teniente general Copons y Navia o al gobernador de la ciudad, Pedro de Grimarest. El teniente general Pedro Villacampa se hizo cargo de la situación y declaró ante el pueblo la vigencia de la Constitución de 1812.

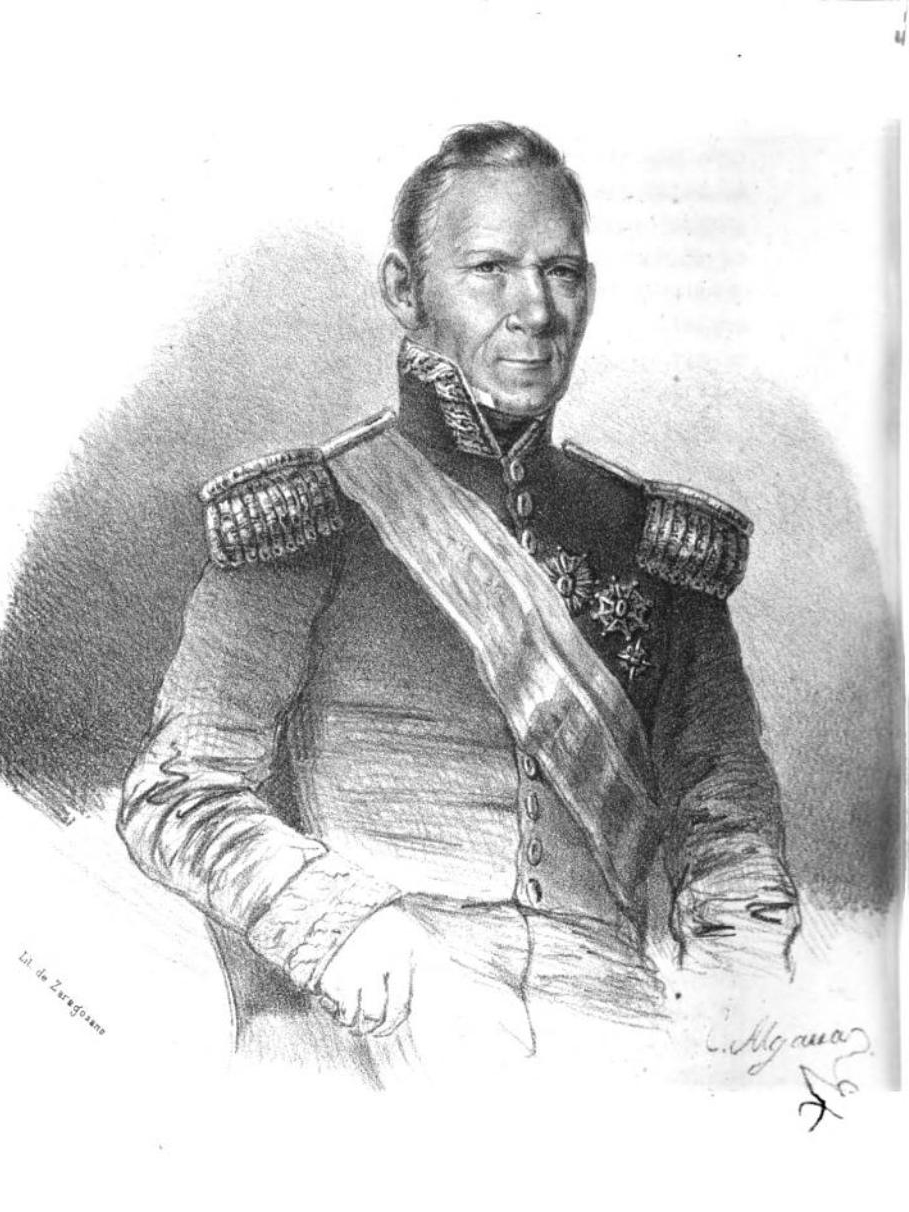
Retratado hacia 1847 por Cosme Algarra y Hurtado.

El general Castaños hubo de salir de Barcelona la madrugada del 14 de marzo rumbo a Castilla, acompañado de un oficial y 14 soldados. Villacampa fue nombrado capitán general de Cataluña por las nuevas autoridades, cargo que desempeñó hasta febrero de 1822, y de Granada hasta abril de 1823. Fue ayudante de campo de su majestad y general en jefe del ejército de Andalucía. Siendo entonces cuando Fernando VII quiso tentar su lealtad, insinuándole que al frente de su ejército de su mando, renegase de la espirante causa constitucional y proclamarse sus derechos de rey absoluto. Pero Villacampa, con respetuosa seguridad, se negó a todo pronunciamiento contra la constitución que él había jurado.
El 7 de abril de 1823. Francia intervino militarmente en España a solicitud de Fernando VII para apoyarlo frente a los liberales y restablecer el absolutismo. El general, comprendió que le aguardaban persecuciones no menos duras de las que había padecido anteriormente. Buscó refugio en Gibraltar desde donde pudo trasladarse a Malta, permaneciendo en esta isla hasta marzo de 1828. Ansioso de volver a España se trasladó a Túnez, pobre, enfermo y abatido. Allí paso los últimos cinco años de su triste emigración, gracias a la generosidad del cónsul inglés.
La primera amnistía de María Cristina le abrió las puertas para su regreso, donde llegó el 12 de febrero de 1833. Siendo destinado a la plaza de Mahón y con escaso sueldo. A la muerte del rey, le siguió la restauración constitucional. Reintegró a Villacampa a los destinos de su alta jerarquía, en 1835 fue nombrado capitán general de las Baleares, hasta febrero de 1839. En 1843, desempeñó el mismo cargo en Valencia aunque por breve tiempo, pues fue elegido senador por Huesca. Concurrió a las legislaturas de 1843 y 1844, quedando de cuartel en Zaragoza y siendo nombrado senador vitalicio en agosto de 1845. Desde entonces y hasta su fallecimiento fue su persona reverenciada, disfrutando en vida de la gloria y prestigio que rodeaba su nombre. Era caballero Gran Cruz de San Fernando desde 1815 y de San Hermenegildo desde 1835.
Tras la muerte de Palafox, le sucedió en la dirección del cuerpo y cuartel de inválidos en marzo de 1847, y siendo el primero y más antiguo de los tenientes generales españoles, obtuvo de la reina Isabel II el último galardón. El de capitán general del ejército el 19 de noviembre de 1852. En el solitario ex-convento de Atocha, cuidando del bienestar de los inválidos de la guerra, pasó los últimos años de su vejez. Falleciendo el 27 de diciembre de 1854 a los setenta y ocho años de edad.